# Sunshine Tour 2002/03
De Sunshine Tour 2002/03 was het derde seizoen van de Sunshine Tour. Het omvatte een serie van golftoernooien voor golfprofessionals, dat grotendeels plaatsvond in Zuid-Afrika. Het seizoen startte in eind februari 2002 en eindigde in begin februari 2003.
Naast Zuid-Afrika, vond er ook golftoernooien plaats in andere Afrikaanse landen zoals Swaziland en Zambia.
De "Order of Merit" van dit seizoen werd gewonnen door de Zuid-Afrikaan Trevor Immelman.

## Kalender
| Data  | Data  | Toernooi                        | Baan                                      | Plaats        | Winnaar            | Score | Score | Aantekeningen                                     |
| 2002  | 2002  | 2002                            | 2002                                      | 2002          | 2002               | 2002  | 2002  | 2002                                              |
| ----- | ----- | ------------------------------- | ----------------------------------------- | ------------- | ------------------ | ----- | ----- | ------------------------------------------------- |
| 21-02 | 24-02 | Royal Swazi Sun Open            | Royal Swazi Spa Country Club              | Mbabane       | Andrew McLardy     | 268   | –20   |                                                   |
| 0703  | 10-03 | Zambia Open                     | Lusaka Golf Club                          | Lusaka        | Marc Cayeux        | 270   | –22   |                                                   |
| 21-03 | 21-03 | Botswana Open                   | Gaborone Golf Club                        | Gaborone      | Hendrik Buhrmann   | 194   | –19   |                                                   |
| 09-05 | 11-05 | Limpopo Industrelek Classic     | Pietersburg Golf Club                     | Pietersburg   | Hennie Otto        | 202   | –14   | Opvolger van de Pietersburg Classic.              |
| 17-05 | 19-05 | Royal Swazi Sun Classic         | Royal Swazi Spa Country Club              | Mbabane       | James Kingston     | 204   | –12   |                                                   |
| 26-09 | 28-09 | Vodacom Golf Championship       | Royal Johannesburg & Kensington Golf Club | Johannesburg  | Ashley Roestoff po | 205   | –11   | Nieuw toernooi Won de play-off van Chris Williams |
| 04-10 | 06-10 | Highveld Classic                | Witbank Golf Club                         | Witbank       | Titch Moore        | 196   | –20   |                                                   |
| 01-11 | 03-11 | Platinum Classic                | Mooinooi Golf Club                        | Mooinooi      | Titch Moore        | 198   | –18   |                                                   |
| 14-11 | 17-11 | Telkom PGA Championship         | Woodhill Country Club                     | Pretoria      | Michiel Bothma po  | 273   | –15   | Won de play-off van Mark Murless                  |
| 21-11 | 24-11 | Nashua Masters                  | Wild Coast Sun Country Club               | Port Alfred   | Hennie Otto        | 279   | –1    |                                                   |
| 05-12 | 08-12 | Vodacom Players Championship    | Royal Cape Golf Club                      | Kaapstad      | Mark McNulty       | 272   | –16   |                                                   |
| 2003  |       |                                 |                                           |               |                    |       |       |                                                   |
| 09-01 | 12-01 | South African Open Championship | Erinvale Golf Club                        | Somerset West | Trevor Immelman po | 274   | –14   | Won de play-off van Tim Clark                     |
| 16-01 | 19-01 | Alfred Dunhill Kampioenschap    | Houghton Golf Club                        | Houghton      | Mark Foster        | 273   | –15   | [ 2 ]                                             |
| 23-01 | 26-01 | Dimension Data Pro-Am           | Gary Player Country Club                  | Sun City      | Trevor Immelman    | 271   | –17   |                                                   |
| 30-01 | 03-02 | The Tour Championship           | Leopard Creek Country Club                | Malelane      | Hennie Otto        | 271   | –17   |                                                   |

## Order of Merit
| Orde | Speler           | # toernooien | Prijzengeld (R) |
| ---- | ---------------- | ------------ | --------------- |
| 1    | Trevor Immelman  | 4            | 2.044.279       |
| 2    | Mark Foster      | 4            | 1.110.935       |
| 3    | Hennie Otto      | 10           | 877.118         |
| 4    | Bradford Vaughan | 13           | 854.746         |
| 5    | Mark McNulty     | 7            | 580.960         |